# Fakultetsförening
Fakultetsförening är en studentsammanslutning med särskild fakultetsanknytning. Tidigare var det obligatoriskt för studenter vid vissa universitet i Sverige att vara medlem i en fakultetsförening. Vid flera av dessa lärosäten var studenterna dessutom skyldiga att vara medlemmar i en studentkår. Då kårobligatoriet avskaffades inför höstterminen 2010 blev medlemskap i fakultetsförening frivilligt. Fakultetsföreningarnas verksamhet utgjordes av såväl studentfackling som studiesocial verksamhet.
Obligatorisk fakultetsföreningar har funnits vid universiteten i Göteborg, Stockholm, Linköping och Umeå, Karolinska institutet samt för vissa studenter vid universiteten i Uppsala och Lund. Vid universitetsfilialerna, sedermera högskolorna, i Örebro, Växjö och Karlstad fanns dock endast en studentkår. Efter hand avvecklades fakultetsföreningarna, alternativt ombildades till studentkårer. Det sista lärosätet med obligatoriska fakultetsföreningar var Stockholms universitet.
Fakultetsföreningar benämndes i lagstiftningen som ”studentförening vid fakultet”. Sedan fakultetsbegreppet 1998 tagits bort i svensk högskolelagstiftning omnämndes de som ”annan studentförening” (d.v.s. annan än studentkår och nation).

## Uppsala universitet
Studenterna vid farmaceutiska fakulteten vid Uppsala universitet var tidigare skyldiga att tillhöra Farmaceutiska fakultetsföreningen, men däremot inte Uppsala studentkår eller någon av studentnationerna vid universitetet.

## Lunds universitet
Studenterna vid odontologiska fakulteten vid Lunds universitet var tidigare skyldiga att tillhöra Odontologiska föreningen, men däremot inte Lunds studentkår eller någon av studentnationerna vid universitetet. Odontologiska föreningen fick status som studentkår efter beslut av Universitetskanslerämbetet 17 april 1972.

## Göteborgs universitet
Vid Göteborgs universitet har funnits tre fakultetsföreningar.
- Studenterna vid filosofiska fakulteterna var skyldiga att tillhöra Filosofiska fakulteternas studentförening.
- Studenterna vid medicinska fakulteten var skyldiga att tillhöra Medicinska föreningen.
- Studenterna vid odontologiska fakulteten var skyldiga att tillhöra Odontologiska föreningen.

Fakultetsföreningar fanns vid Göteborgs universitet från och med 1954, bestående av Filosofiska fakultetens studentförening och Medicinska föreningen. 1967 tillkom Odontologiska föreningen. Studentkåren vid universitetet, Göteborgs Universitets Studentkår, utgjordes av de tre fakultetsföreningarna, men studentkåren hade i realiteten inte någon funktion. Uppdelningen av studentorganisationerna vid universitetet i studentkår respektive fakultetsföreningar försvann i praktiken under 1970-talet, men avskaffades formellt först 1983.

## Stockholms universitet
Vid Stockholms universitet finns fyra äkta fakultetsföreningar som motsvarar de fyra fakulteterna: Juridiska föreningen i Stockholm, Humanistiska Föreningen, Naturvetenskapliga Föreningen och Samhällsvetenskapliga föreningen. 
Därtill kommer ämnesföreningen Föreningen Lärarstudenterna och Socionomstudenternas Fakultetsförening som härstammar från innan Socialhögskolan blev en del av Stockholms universitet, dessa fyller liknande funktion som en fakultetsförening och erhåller central finansiering från universitetet eller finansiering från institutionen. DISK hade också ämnesföreningsstatus till vårterminen 2008 då föreningen övergick till att bli en studentkår. Föreningen Ekonomerna vid Stockholms universitet hade också ämnesföreningsstatus till och med vårterminen 2022, men är sedan hösten 2022 studentkår.
Mellan 1995 och fram till kårobligatoriets avskaffande kunde ekonomistuderande eller studerande vid data- och systemvetenskapliga institutionen, som båda tillhör den samhällsvetenskapliga fakulteten välja att vara medlemmar i Föreningen Ekonomerna eller DISK istället för Samhällsvetenskapliga Föreningen, enligt en överenskommelse som träffats mellan Samhällsvetenskapliga föreningen och övriga två när Samhällsvetenskapliga Föreningen återupptog sin verksamhet 1995.

## Linköpings universitet
Vid Linköpings universitet har funnits tre fakultetsföreningar. Dessa skapades genom en ombildning av Linköpings studentkår.
- Studenterna vid medicinska fakulteten var skyldiga att tillhöra Linköpings medicinska studentkår.
- Studenterna vid tekniska fakulteten var skyldiga att tillhöra Linköpings teknologers studentkår.
- Studenterna vid filosofiska fakulteten var skyldiga att tillhöra Filosofiska fakultetens studentkår.

## Umeå universitet
Vid Umeå universitet har funnits tre fakultetsföreningar.
- Studenterna vid filosofiska fakulteterna var skyldiga att tillhöra Filosofiska föreningen.
- Studenterna vid medicinska fakulteten var skyldiga att tillhöra Medicinska föreningen.
- Studenterna vid odontologiska fakulteten var skyldiga att tillhöra Odontologiska föreningen.

Samtliga studenter skulle dessutom tillhöra Umeå studentkår.

## Karolinska institutet
Vid Karolinska institutet har funnits två fakultetsföreningar.
- Studenterna vid medicinska fakulteten samt studerande för logopedexamen vid Stockholms universitet var skyldiga att Medicinska föreningen.
- Studenterna vid odontologiska fakulteten var skyldiga att tillhöra Odontologiska föreningen.

Föreningarna hade tidigare status som fakultetsföreningar med fullgjorde i realiteten samma funktioner som studentkårer vid andra lärosäten.